# خصوصية (مسلسل)
خصوصية (بالإسبانية: Intimidad) هو مسلسل دراما إسباني من تأليف بيرونيكا فيرناندي ولاورا سارميينتو ومن بطولة إيتزيار إيتونو، باتريشيا لوبيز أرنايز، إيما سواريز، فيرونيكا إيشيغوي وانا اغنر، صدر المسلسل على منصة نتفليكس في 10 يونيو 2022.